# Jacob Karlzon

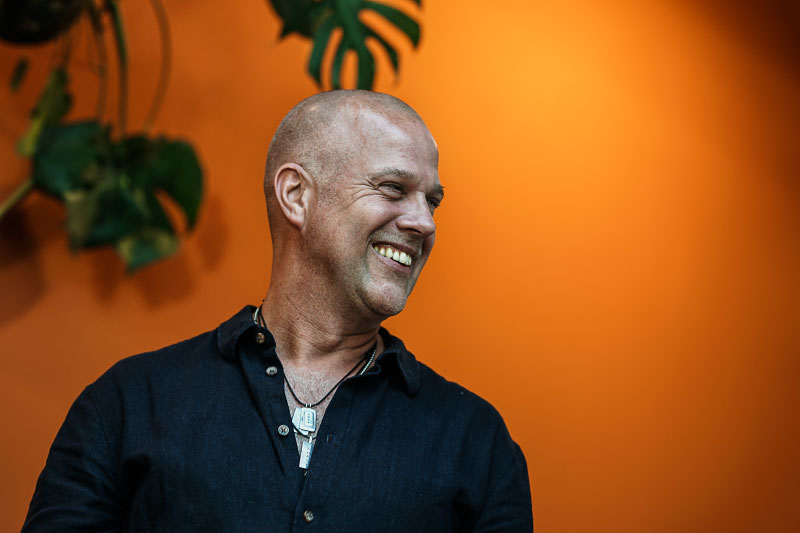
Jacob Karlzon i Aarhus 2019

Jacob Karlzon, född 19 oktober 1970 i Jönköping, är en svensk jazzpianist och kompositör. Han skivdebuterade 1992 och har spelat in ett flertal album i eget namn (se Diskografi nedan) och medverkat på minst ett 40-tal skivor.

## Bakgrund
Sedan 1999 har han varit kapellmästare och kompositör i sångerskan Viktoria Tolstoys band med vilka han spelat in flera skivor. Jacob är också pianist i den svenske trumpetaren Peter Asplunds kvartett och var pianist i Tolvan Big Band.
Men det viktigaste forumet för Jacob har varit hans egen trio. Den första skivan Take Your Time kom ut 1996 och gruppen bestod då av Mattias Svensson på bas och Peter Danemo på trummor. När albumet Big 5 kom ut 2003 hade trion utökats med Peter Asplund på trumpet och Karl-Martin Almqvist på saxofon.
Hösten 2008 kom Jacob ut med sin första solopianoplatta med improviserad pianomusik, Improvisational 3. Där tolkar han och låter sig inspireras av den franske kompositören Maurice Ravel.

## Priser och utmärkelser
- 1997 – Årets "Jazz i Sverige" tillsammans med Malmögruppen Blue Pages
- 1997 – "Årets nykomling", utnämnd av Sveriges Radio P2 i deras årliga jazzkritikeromröstning (numera Jazzkatten).
- 2010 – Jazzkatten i kategorin "Årets jazzartist"[1]
- 2010 – Django d'Or i kategorin "Contemporary Star of Jazz"
- 2015 – Jazzkatten i kategorin ”Årets jazzgrupp” med Jacob Karlzon 3[2]

## Diskografi

### I eget namn
- 1996 – Take Your Time (Dragon)
- 1998 – Going Places (Prophone)
- 2002 – Today (Prophone)
- 2003 – Big 5 (Prophone)
- 2005 – Human Factor (Music Mecca)
- 2008 – Improvisational 3 (Caprice)
- 2009 – Heat (Caprice)
- 2011 – The Big Picture (Stunt Records)
- 2012 – More (ACT)
- 2014 – Shine (ACT)
- 2015 – One (Contemplate)
- 2016 – Now (Warner Music)
- 2019 – Open Waters (Warner Music)